# Município de Orange (condado de Carroll, Ohio)
O município de Orange (em inglês: Orange Township) é um município localizado no condado de Carroll no estado estadounidense de Ohio. No ano de 2010 tinha uma população de 1.339 habitantes e uma densidade populacional de 18,94 pessoas por km².

## Geografia
O município de Orange encontra-se localizado nas coordenadas 40° 28′ 09″ N, 81° 12′ 43″ O. Segundo a Departamento do Censo dos Estados Unidos, o município tem uma superfície total de 70.68 km², da qual 67,86 km² correspondem a terra firme e (3,99 %) 2,82 km² é água.

## Demografia
Segundo o censo de 2010, tinha 1.339 habitantes residindo no município de Orange. A densidade populacional era de 18,94 hab./km². Dos 1.339 habitantes, o município de Orange estava composto pelo 99,03 % brancos, o 0,3 % eram amerindios, o 0,07 % eram de outras raças e o 0,6 % eram de uma mistura de raças. Do total da população o 0,15 % eram hispanos ou latinos de qualquer raça.